# HD171796
HD171796 — хімічно пекулярна зоря спектрального класу A2, що має видиму зоряну величину в смузі V приблизно  9,4.
Вона  розташована на відстані близько 2380,7 світлових років від Сонця.